# Limassol
Limassol (em grego: Λεμεσός; em turco: Leymosun) é a segunda maior cidade do Chipre, com uma população de 161.000 (2001). A cidade está localizada na baía de Acrotíri, na parte meridional da ilha. É também a capital do distrito de Limassol.
Ela foi construída entre duas antigas cidades, Amato e Cúrio, e, por isso, ela foi conhecida como Neápolis ("nova cidade") durante o período bizantino.
Limassol é também a cidade natal de três importantes personalidades mundiais: o cineasta Michael Cacoyannis, o tenista Marcos Baghdatis e o artista Stelarc.